# ویندلشام
ویندلشام (به انگلیسی: Windlesham) یک روستا، شهرک و محله مدنی در بریتانیا است که در Surrey Heath واقع شده‌است. ویندلشام ۲۲٫۴ کیلومتر مربع مساحت و ۱۶٬۷۷۵ نفر جمعیت دارد.